# Лелбаги
Лелбаги (груз. ლელბაგი) — село в Грузії.
За даними перепису населення 2014 року в селі проживає 12 осіб.